# Lulesia
Lulesia es un género de hongos de la familia Tricholomataceae. El género contiene tres especies que se encuentran en las regiones tropicales.